# 상하이 선화
상하이 선화(중국어: 上海申花, 병음: Shànghăi Shĕnhuā)는 중화인민공화국 상하이시를 연고로 하는 축구팀이다. 현재 중국 슈퍼리그에 참가하고 있다.

## 역사
- 1993년 상하이시의 지역 회사 선화그룹에 의해 상하이 선화로 창단[1]
- 1994년 중국 슈퍼리그의 전신인 중국 축구 갑급 A리그의 원년멤버
- 2001년 말 SVA그룹과 SMEG, 후앙푸 투자회사에 지분이 넘겨져 선화그룹과의 계약 관계는 종료되었으나 구단명에 '선화'를 남겨두기로 결정
- 2002년 구단명을 상하이 선화 SVA SMEG로 변경
- 2007년 상하이 롄청을 인수합병, 구단명을 상하이 선화 롄청으로 변경
- 2014년 뤼디그룹에 인수되어 구단 명칭에 '그린랜드(뤼디)'가 포함, '선화' 명칭을 유지키로 하고, 구단명을 상하이 뤼디 선화로 변경

## 선수

### 현재 선수 명단
참고: FIFA 자격 규정에 따라 소속된 국가대표팀 국기를 표시합니다. 선수는 복수의 FIFA 비회원국 국적을 가지고 있을 수 있습니다.
| 번호 | 포지션 | 국적     | 이름                                     |
| ---- | ------ | -------- | ---------------------------------------- |
| 1    | GK     | 중국     | 마젠                                     |
| 3    | DF     | 중국     | 비진하오                                 |
| 5    | DF     | 중국     | 주천제                                   |
| 6    | DF     | 중국     | 펑샤오팅 (광저우 헝다 타오바오에서 임대) |
| 7    | MF     | 중국     | 알렉상드르 은둠부                        |
| 8    | MF     | 중국     | 장루                                     |
| 9    | FW     | 중국     | 양쉬                                     |
| 10   | MF     | 콜롬비아 | 히오바니 모레노                          |
| 11   | MF     | 중국     | 위한차오                                 |
| 13   | DF     | 중국     | 자오밍졘                                 |
| 14   | DF     | 중국     | 쑨카이                                   |
| 15   | MF     | 에콰도르 | 피델 마르티네스                          |
| 16   | DF     | 중국     | 리윈치우                                 |
| 19   | GK     | 중국     | 정청 (광저우 헝다 타오바오에서 임대)     |

| 번호 | 포지션 | 국적     | 이름            |
| ---- | ------ | -------- | --------------- |
| 20   | FW     |          | 김신욱          |
| 21   | MF     | 중국     | 주바오지        |
| 23   | DF     | 중국     | 바이자쥔        |
| 25   | MF     | 중국     | 펑신리          |
| 26   | MF     | 중국     | 친셩            |
| 27   | GK     | 중국     | 리솨이          |
| 28   | MF     | 중국     | 차오윈딩        |
| 30   | MF     | 카메룬   | 스테판 음비아   |
| 31   | MF     | 에콰도르 | 밀레르 볼라뇨스 |
| 32   | DF     | 중국     | 에디 프란시스   |
| 33   | MF     | 중국     | 왕하이젠        |
| 34   | MF     | 중국     | 루핀            |
| 35   | DF     | 중국     | 주위에          |
| 37   | MF     | 중국     | 쑨스린          |
| 38   | DF     | 중국     | 원자바오        |

## 역대 감독
| 감독                  | 임기        |
| --------------------- | ----------- |
| 세바스치앙 라자로니   | 1999        |
| 륩코 페트로비치       | 1999 ~ 2000 |
| 일리야 페트코비치     | 2001        |
| 자슈취안(대행)        | 2004        |
| 발레리 네폼냐시       | 2004 ~ 2005 |
| 자슈취안              | 2008 ~ 2009 |
| 미로슬라브 블라제비치 | 2009 ~ 2010 |
| 키케 산체스 플로레스  | 2018 ~ 2019 |
| 최강희                | 2019 ~ 2021 |
| 레오니트 슬루츠키     | 2023 ~      |

## 코칭 스태프
| 직책        | 이름              |
| ----------- | ----------------- |
| 감독        | 레오니트 슬루츠키 |
| 수석코치    |                   |
| 공격코치    |                   |
| 수비코치    |                   |
| GK코치      |                   |
| 피지컬 코치 |                   |
| 전력 분석관 |                   |

## 우승 기록

### 국내 기록
- 중국 축구 갑급 A리그/중국 슈퍼리그

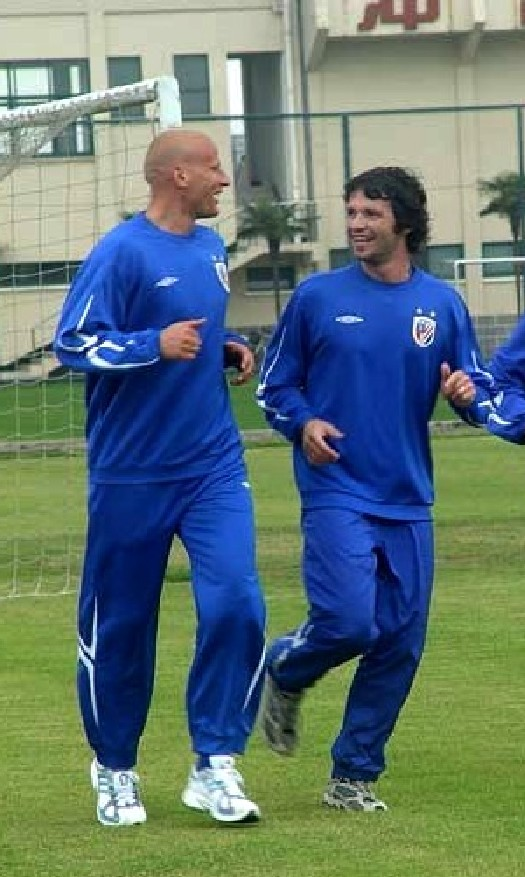
훈련하는 선수들

  - 우승 3회: 1961, 1962, 1995
- 중국 FA컵
  - 우승 5회: 1956, 1991, 1998, 2017, 2019
- 중국 FA 슈퍼컵
  - 우승 3회: 1995, 1998, 2001

### 국제 기록
- A3 챔피언스컵
  - 우승 1회: 2007